# Seminole Cafe and Hotel
El Seminole Cafe and Hotel  es un hotel histórico ubicado en Homestead, Florida. El Seminole Cafe and Hotel se encuentra inscrito  en el Registro Nacional de Lugares Históricos desde el 10 de julio de 2008.

## Ubicación
El Seminole Cafe and Hotel se encuentra dentro del condado de Miami-Dade en las coordenadas 25°28′10″N 80°28′35″O / 25.469444, -80.476389.